# Lout
Lout là hệ thống định dạng văn bản tương tự như LaTeX, theo đó các cấu trúc và kiểu chữ của văn bản được biểu diễn bởi một quy ước thống nhất trong một file văn bản ASCII. Lout được Jeffrey H. Kingston ở trường Đại học Sydney phát triển, kèm theo Basser Lout là phần mềm tự do thực hiện việc sắp chữ và cho kết quả dưới dạng file PostScript.
Lout có dáng vẻ tương tự như TeX nhưng ở bên trong là một ngôn ngữ lập trình hàm bậc cao, thay vì ngôn ngữ macro như TeX. Về dung lượng, Lout cũng nhỏ gọn hơn nhiều so với TeX. Phần cốt lõi của Lout gói gọn trong một đĩa mềm (dưới 1,44 MB). Để soạn thảo văn bản theo Lout, có thể dùng một trình soạn thảo văn bản có hỗ trợ cú pháp như SciTE.
Các mô-đun mở rộng của Lout hỗ trợ viết biểu thức toán học (theo kiểu eqn và TeX, vẽ các biểu đồ... Các phiên bản gần đây của Lout (hiện đang được phát triển) còn cho phép xuất ra file PDF thay vì PostScript. Chất lượng dàn trang của Lout, theo đánh giá của J. H. Kingston là rất tốt vì có dùng galley.
Tài liệu hướng dẫn sử dụng Lout được kèm trong bản phân phối, gồm một hướng dẫn chi tiết (user's manual) và một hướng dẫn ngắn gọn (tutorial).

## Ví dụ định dạng văn bản với Lout
```
# Do`ng chu' thi'ch

# Dung lop van ban `doc' (mac dinh).
@SysInclude { doc }

@Document
@InitialFont { Times Base 10p }
//

# Bat dau van ban.
@Text @Begin

@PP
This is a paragraph. One can easily embed @B { bold } or
@I { italic } text. One can also easily change the style of 
text, such as { Helvetica Base } @Font { changing the font
being used }.

@BeginSections
@Section @Title { The First Section }
@Begin

@PP
Noi dung trong mot Muc.

@End @Section
@EndSections

@End @Text
# Ket thuc van ban.
```

Hiện nay Lout chỉ hỗ trợ bộ chữ cái phương Tây (Western), không hỗ trợ Unicode.

## Link ngoài
- Trang chủ